# Templo y exconvento de San Francisco (San Luis Potosí)
El Templo y exconvento de San Francisco se encuentra localizado en la ciudad de San Luis Potosí, San Luis Potosí, México. Constituye uno de los monumentos históricos de mayor importancia de la ciudad y del estado de San Luis Potosí; su principal estilo arquitectónico es el barroco. 

## Historia
Su historia empieza cuando los franciscanos formaron la avanzada de la cristianización y civilización de toda la entidad que abarcó parte de los actuales estados de San Luis Potosí, Zacatecas, Jalisco, entre otros. Luego en 1588 fundaron la casa y ermita donde hoy está la Capilla de Loreto en la Plaza Fundadores. Después se mudaron al sitio actual donde levantaron su convento e iglesia en 1591. Con el descubrimiento de las minas en el Cerro de San Pedro, fue fundada la ciudad de San Luis Potosí en 1592.
El conjunto arquitectónico conventual se construyó en tres etapas. La primera corresponde a la época barroca de 1686 a 1719. De esta época data la iglesia de San Francisco, su torre norte, la mayor parte del convento y el templo de la Tercera Orden. La construcción definitiva de la iglesia de San Francisco comprendió de 1689 a 1692. Después se construyó su torre norte en 1705 y fue renovada en 1799. La portada principal se terminó en 1711-1712. El interior contaba con catorce retablos dorados ya desaparecidos. En la segunda etapa de 1728 a 1731 fueron construidas la capilla de Nuestra Señora de los Remedios, el atrio y la torre sur de la iglesia de San Francisco. En la tercera y última etapa de 1749 a 1760 fueron construidas la sacristía, la sala de Profundis y la capilla de Aranzazú, que cuenta con magníficas pinturas y su ejemplar barroco estípite. En 1760 fue reemplazada la cúpula de la iglesia de San Francisco.
En 1810 el convento fue usado como cuartel. Con la promulgación de la Ley Lerdo en 1856 fueron expropiados por el gobierno federal la iglesia de San Francisco y las capillas de la Tercera Orden y la de Nuestra Señora de los Remedios. Las capillas de Aranzazú, San Antonio y sus anexos fueron cedidos al Instituto Científico y Literario y la Sociedad Mexicana de Geografía y Estadística. Con la prolongación de la calle Galeana enfrente de las capillas de la Tercera Orden y la de Nuestra Señora de los Remedios el convento quedó seccionado en dos partes, con la calle Galeana separando las dos capillas ubicadas en el poniente del resto del conjunto conventual en el oriente. Con esta acción la capilla de Aranzazú perdió su camarín y sacristía. A lado de la antigua portería del convento se construyó la Iglesia Nacional Presbiteriana y el atrio cementerio fue convertido en el Jardín Guerrero. La parte posterior de la sacristía fue devuelta a los franciscanos.
En 1940 el altar neoclásico de la iglesia de San Francisco fue reemplazado por el actual que es neobarroco. Los altares en su nave fueron reducidos a hornacinas y los de los cruceros son de piedra. En 1952 el ex convento fue destinado para el Museo Regional Potosino. El Instituto Nacional de Antropología e Historia aprovecho al mismo tiempo restaurar la capilla de Aranzazú.

## Arquitectura

### Iglesia de San Francisco
Su fachada es de cantería de estilo barroco, el primer cuerpo de dos pares de columnas de estilo dórico a cada lado y dos nichos. El de la izquierda, Buenaventura de Bagnoregio, y en la derecha, Antonio de Padua; en el segundo cuerpo hay cuatro columnas salomónicas y en la hornacina principal, Francisco de Asís; la fachada se terminó en 1711 y 1712, su torre en 1709 y su torre chica en 1762.
Destaca el candil en forma de barco que originalmente estaba en el Convento de la Merced. Fueron creadas tres candelabros en forma de barco, las otras dos se hallan en la Basílica de Guadalupe y en una residencia privada. Algunos de los altares neoclásicos fueron sustituidos por santos en marcos dorados y algunas pinturas de Miguel Cabrera.
Esta iglesia se caracteriza porque la adorna la escultura, la pintura y la arquitectura lo que hacen que forme una unidad perfecta, también se caracteriza por las formas que tiene, por ejemplo: el altar mayor tiene una forma semihexagonal entre otros detalles.

Iglesia de San Francisco.
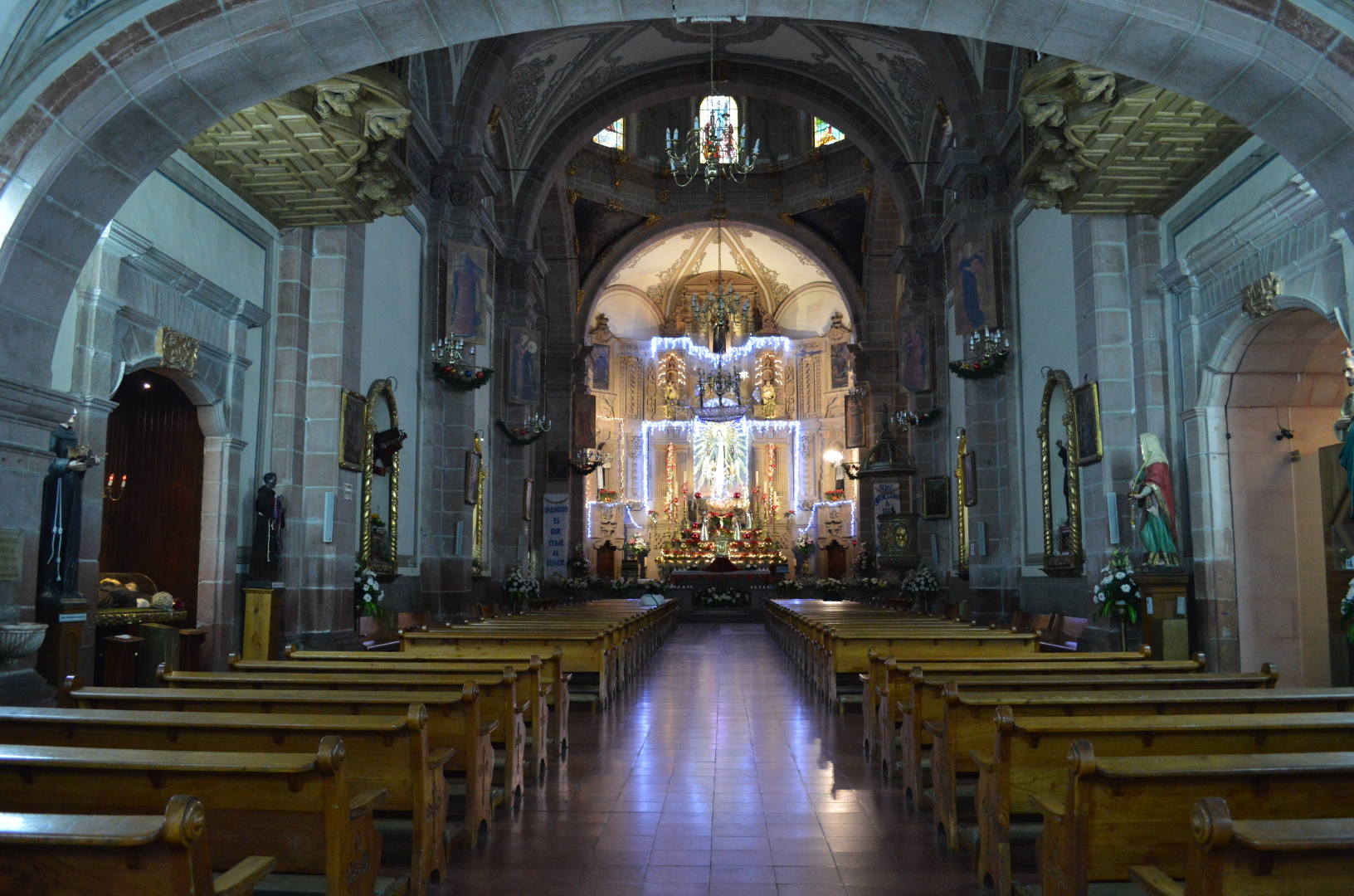
El interior.
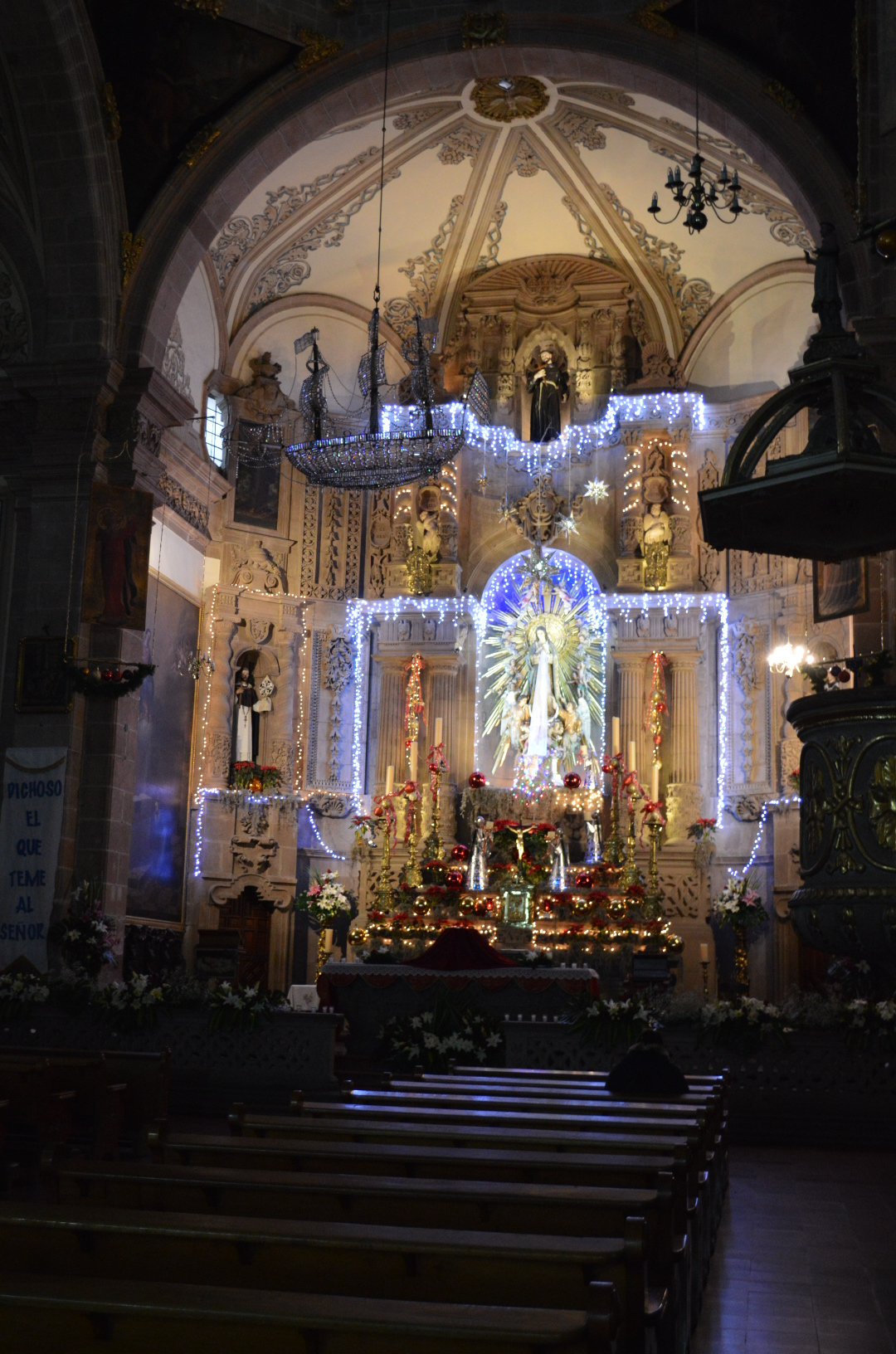
El altar.
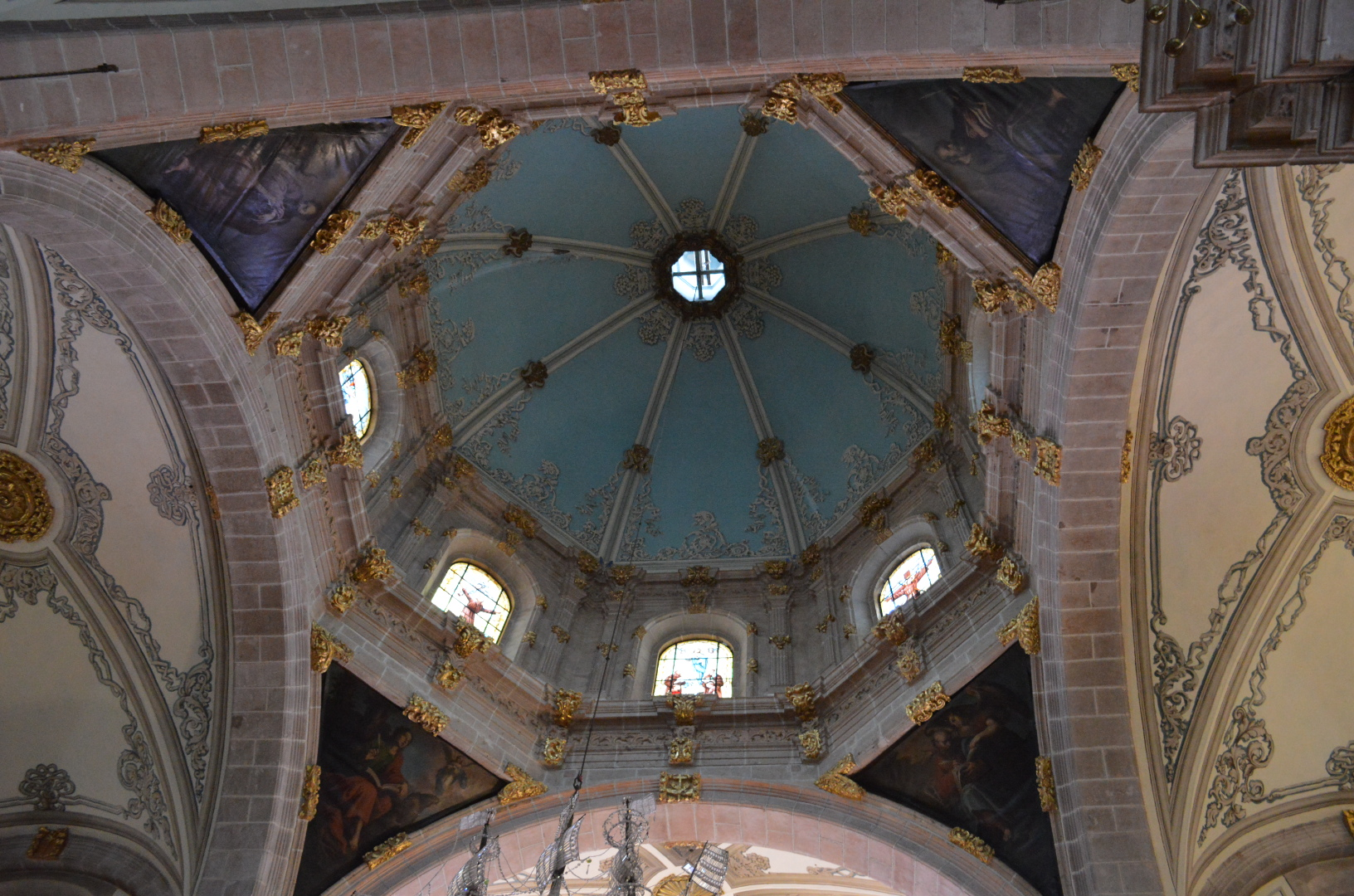
La cúpula.
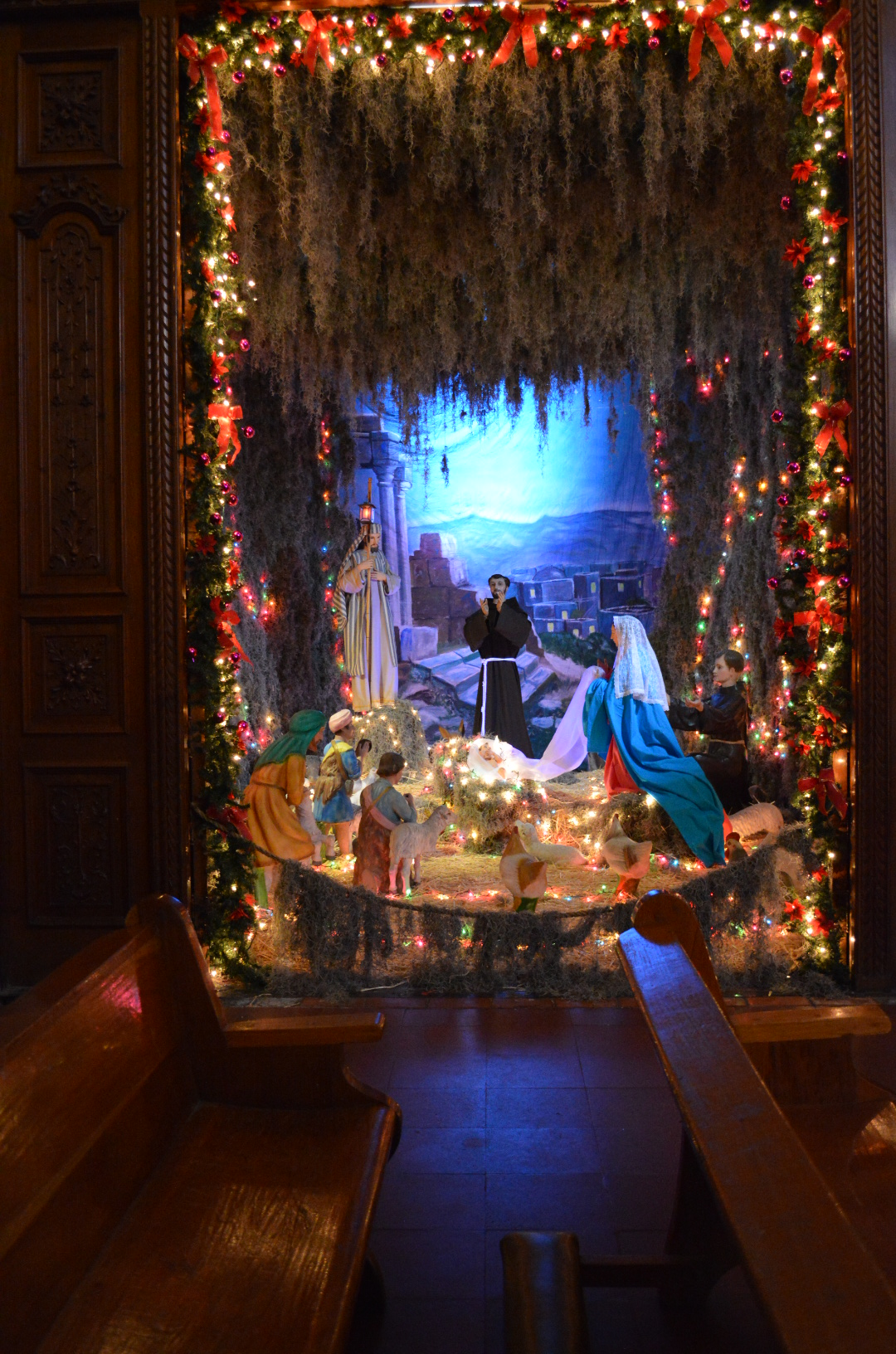
La Natividad.
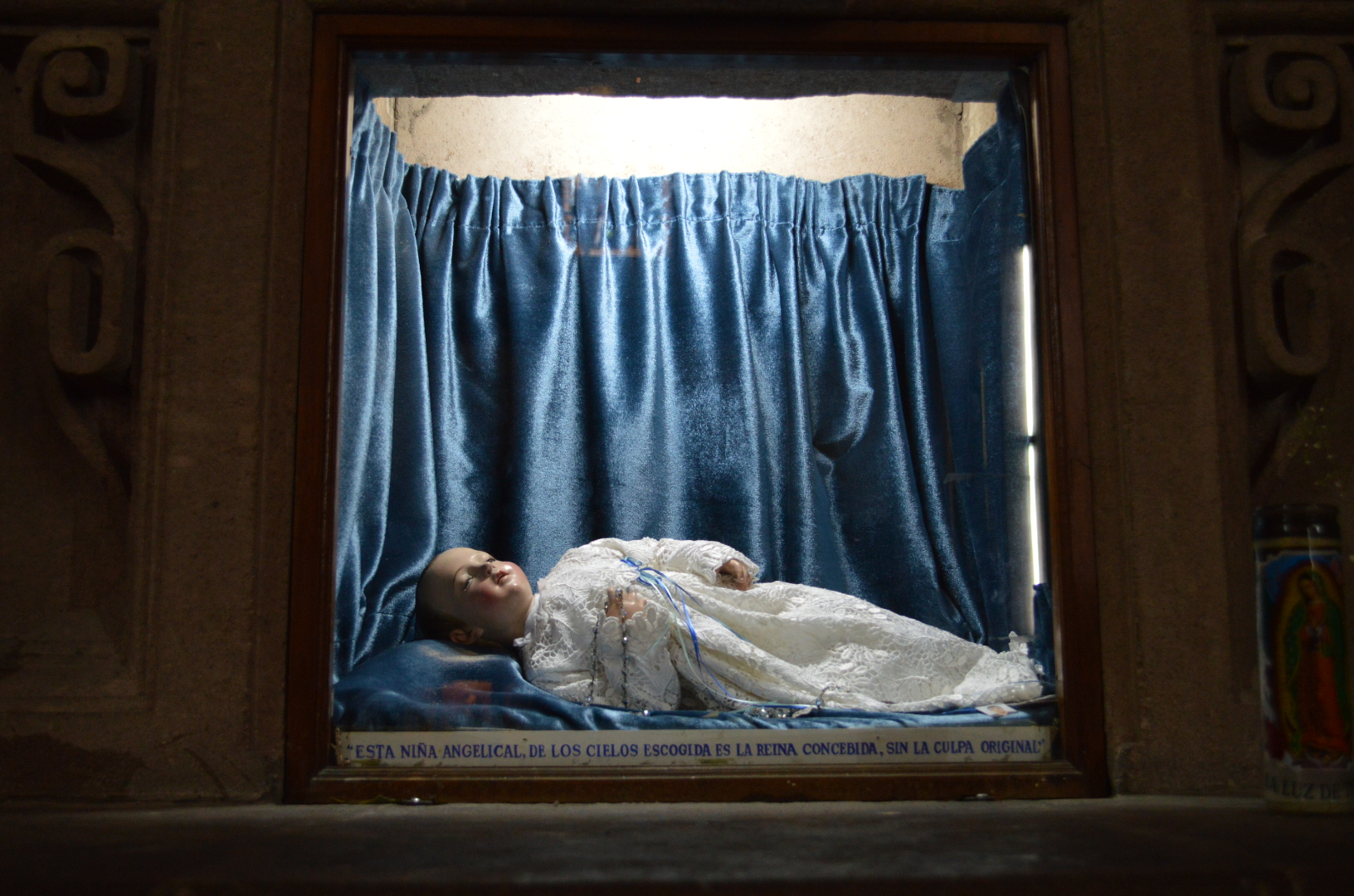
La Divina Infantita.

### Sacristía

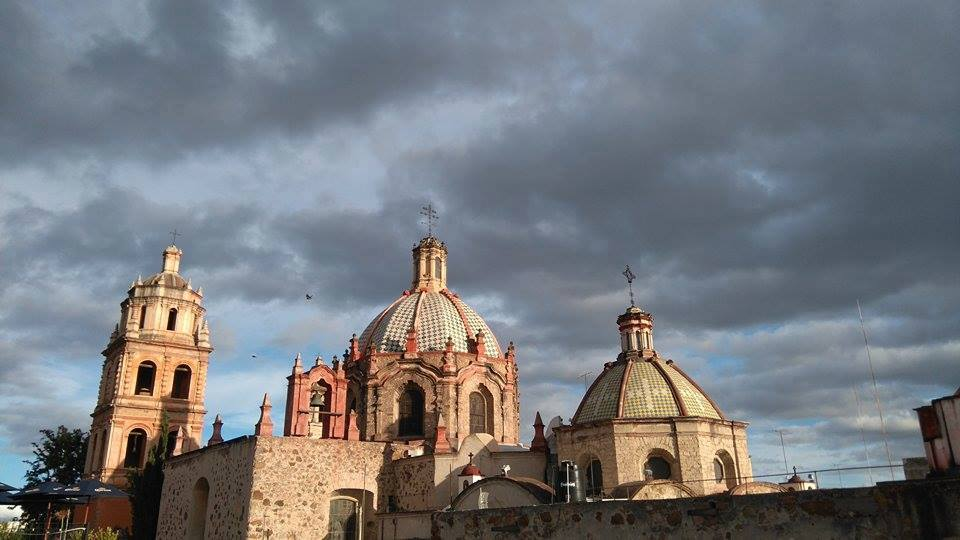
Vista de las cúpulas de la Iglesia de San Francisco y la sacristía, desde la parte posterior del convento.

Se considera la mejor sacristía de toda la ciudad. Se inició su construcción el 8 de diciembre de 1749, festividad de la Inmaculada Concepción a quien se consagró. Fue construido al estilo barroco estípite. Está conformada por dos elementos. En el primero se encuentra presbiterio del siglo XVII. La segunda es la disposición de los muros que hace que las habitaciones de la sacristía tengan un eje simétrico. La planta tiene un total de tres partes, con dos de ellas cubiertas por bóvedas y la tercera en el centro tiene una cúpula ochavada. Cada lado tiene un ramillete de flores que en el centro tienen los escudos de la Orden Franciscana, la Orden de los Carmelitas Descalzos, la Orden Hospitalaria de San Juan de Dios, la Compañía de Jesús, la Orden de Predicadores, la Orden de la Merced, la Orden de San Agustín y el papal. El muro sur de la sacristía tiene una puerta que conduce a la sala de profundis. Sobre esta puerta se encuentra la escultura el Relieve del Capialzado.

### Sala de Profundis
La sala de profundis fue construida en 1749. Tiene una planta rectangular y en medio de esta se encuentra el arco que separa las dos bóvedas. En el centro de las bóvedas se encuentran las linternas que la iluminan. En la sala está un aguamanil muy ornamentada fabricada con cantera. El agua llega a ella a través de la boca de un querubín. Destaca la portada interior de dos cuerpos de la sala. El primer cuerpo está conformado por la puerta de acceso de la sacristía. El segundo cuerpo tiene en su parte central una hornacina con la imagen de la Inmaculada Concepción. Es sus lados se encuentran dos medallones, el de la izquierda representa a Juan de la Cruz y el de la derecha a Teresa de Jesús.

### Plaza de Aranzazú

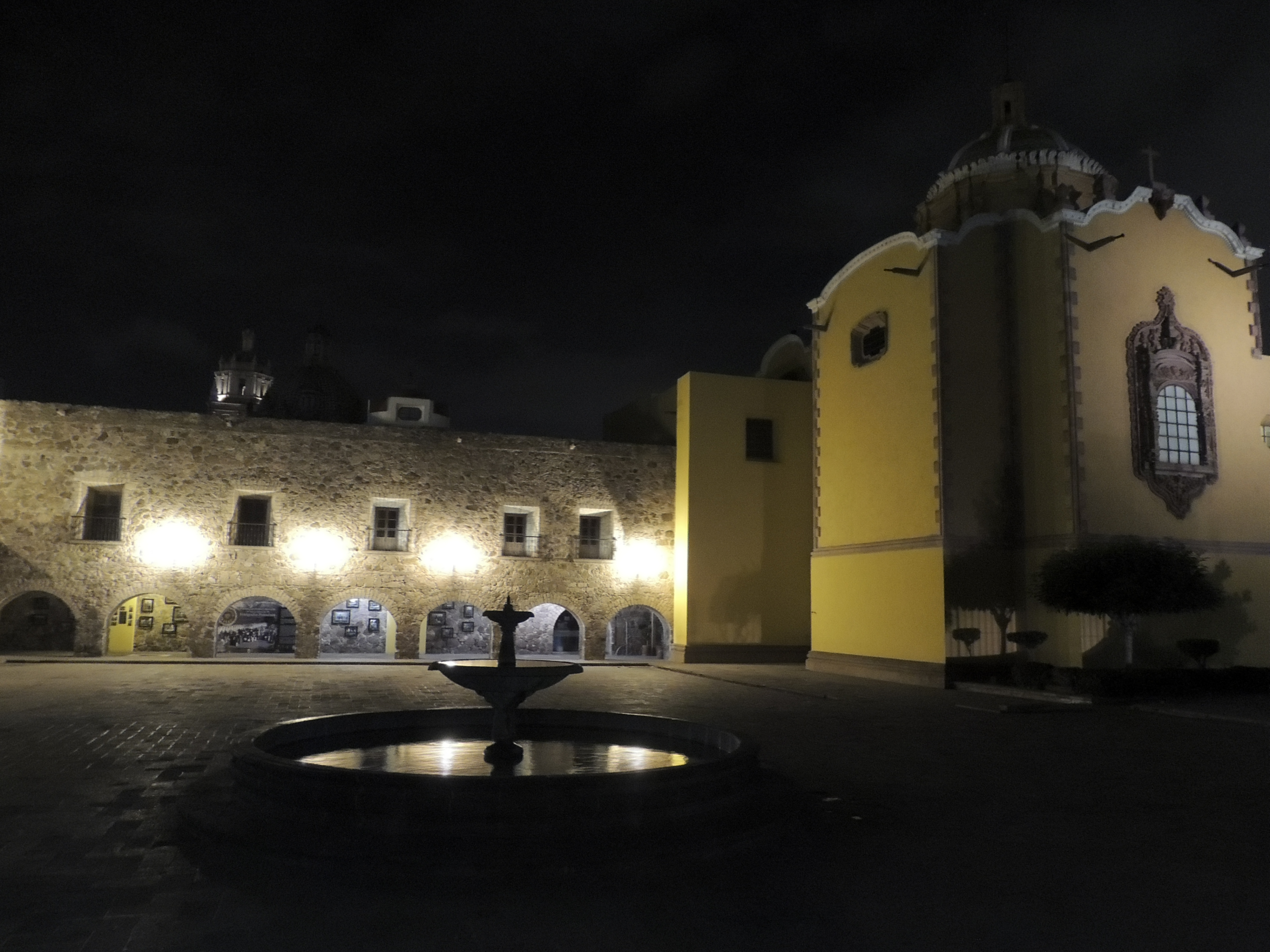
La Plaza de Aranzazú de noche.

La plazoleta que ahora lleva el nombre de Aranzazú antes era la ubicación de las caballerizas. Las caballerizas estaban cerradas por un muro con torreones. Había dos puertas, una verdadera en la parte oeste y una falsa en la parte norte. A principios del siglo XX la Cruz Roja Mexicana construyó un edificio en este espacio. Un patronato de potosinos abogó por la creación de una plaza en este espacio que no cubriera el ventanal de la Capilla de Aranzazú, ícono de la ciudad. En el proceso el edificio de la Cruz Roja fue demolido. El 14 de diciembre de 1970 se inauguró la Plaza de Aranzazú. Aún se conservan los arcos originales de las caballerizas y se puede observar el ventanal barroco de la capilla.

### Museo Regional Potosino
Después de las Leyes de Reforma, el convento tuvo varios usos. La planta baja del convento fue sede de la Fábrica de Tabacos del Antiguo Estanco, talleres para la herrería y plomería y una agencia funeraria. La planta alta fue sede de una logia.
En 1949 se propuso rescatar el convento y crear un museo. El 20 de noviembre de 1952 el Instituto Nacional de Antropología e Historia inauguró el Museo Regional Potosino, dedicado a contar la historia de la entidad federativa. El museo ocupa los espacios de los patios de servicio, la biblioteca y los corredores del convento. Dentro del museo quedaron las capillas de San Antonio, destinada para los noviciados y la de Aranzazú que se localiza encima de esta.

### Capilla de Aranzazú
Es un monumento verdaderamente único de San Luis Potosí y de todo México. Se encuentra localizada en la planta alta del antiguo convento franciscano ahora Museo Regional Potosino encima de la antigua capilla dedicada a Antonio de Padua y también tiene un atrio cubierto. La Capilla de Aranzazú fue edificada tiempo después en el siglo XVIII. Esta capilla se localiza en el extremo noroeste del conjunto conventual. Se inició la construcción de la capilla en 1749 al mismo tiempo que se construye la sacristía del convento por iniciativa del fray Joaquín de Bocanegra. Ya para 1758 estaba terminada la capilla. Con la prolongación de la calle Galeana las fachadas que dan a la nueva calle quedaron descompuestas.
Tiene una planta de cruz latina y su nave corre desde el este hasta el oeste. Está formada por dos bóvedas de arista con estuco. Los cruceros acentúan el tambor donde se apoya la cúpula. Está muy decorada por dentro y fuera. Tiene una puerta hecha con madera de mezquite. Su frente del estilo churrigueresco está fabricado con cantera rosa. Tiene varias pinturas al óleo, destacando la de Rosalía de Palermo por el pintor novohispano Miguel Cabrera. La capilla también sirve como un auditorio que tiene un aforo de 100 personas.

### Calle de Galeana
El convento quedó mutilado para prolongar la calle Galeana. Fue dividido a raíz de las leyes de Reforma. La nueva calle se sitúa donde estaban las zonas del servicio, los corrales y las huertas donde se edificaron nuevas construcciones.

### Templo de la Tercera Orden

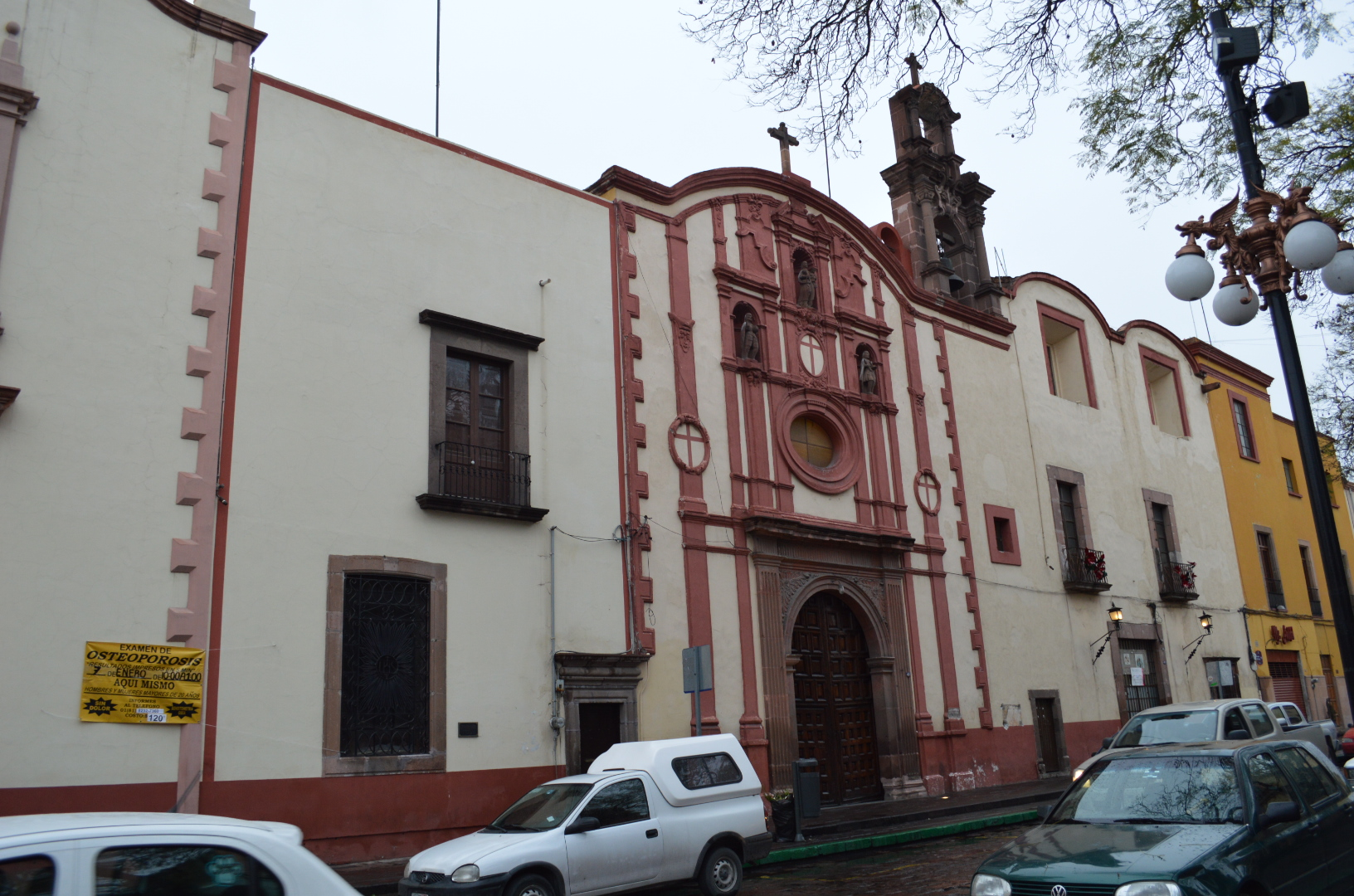
Fachada del templo de la Tercera Orden.

Su nombre alude a la Tercera Orden de San Francisco y data de 1694. Fue construida para celebrar el final de una sequía que atormentaba la ciudad.
Comparándola con las otras iglesias del antiguo convento, se puede decir que el templo de la Tercera Orden es inferior a la iglesia de San Francisco en su jerarquía arquitectónica es superior a la del templo del Sagrado Corazón de Jesús. No compite con la de San Francisco con su fachada, ya que no es tan elaborada pero es de mejor factura que la del Sagrado Corazón. El de la Tercera Orden tiene cruceros y una cúpula sin tambor. Tiene una planta de cruz latina. Tiene una nave con tres bóvedas de arista. En seguida de la entrada se encuentra el sotacoro.
En la pared oriente se puede encontrar lo que era una puerta lateral antes de que se construyera el templo del Sagrado Corazón. Los cruceros del templo tienen altares neoclásicos donde antiguamente había retablos dorados de madera.  El altar mayor también es neoclásico, reemplazando uno barroco. Su presbiterio tiene dos puertas, en la derecha se encuentra la sacristía y en la izquierda una capilla. La sacristía tiene pinturas de la vía crucis. La fachada tiene tres hornacinas con esculturas de Isabel de Hungría en el centro, Fernando III de Castilla en la izquierda y Luis IX de Francia en la derecha, todos patronos de la Tercera Orden. Esto le da un parecido a las iglesias de Mexquitic de Carmona y Charcas.

### Templo del Sagrado Corazón de Jesús

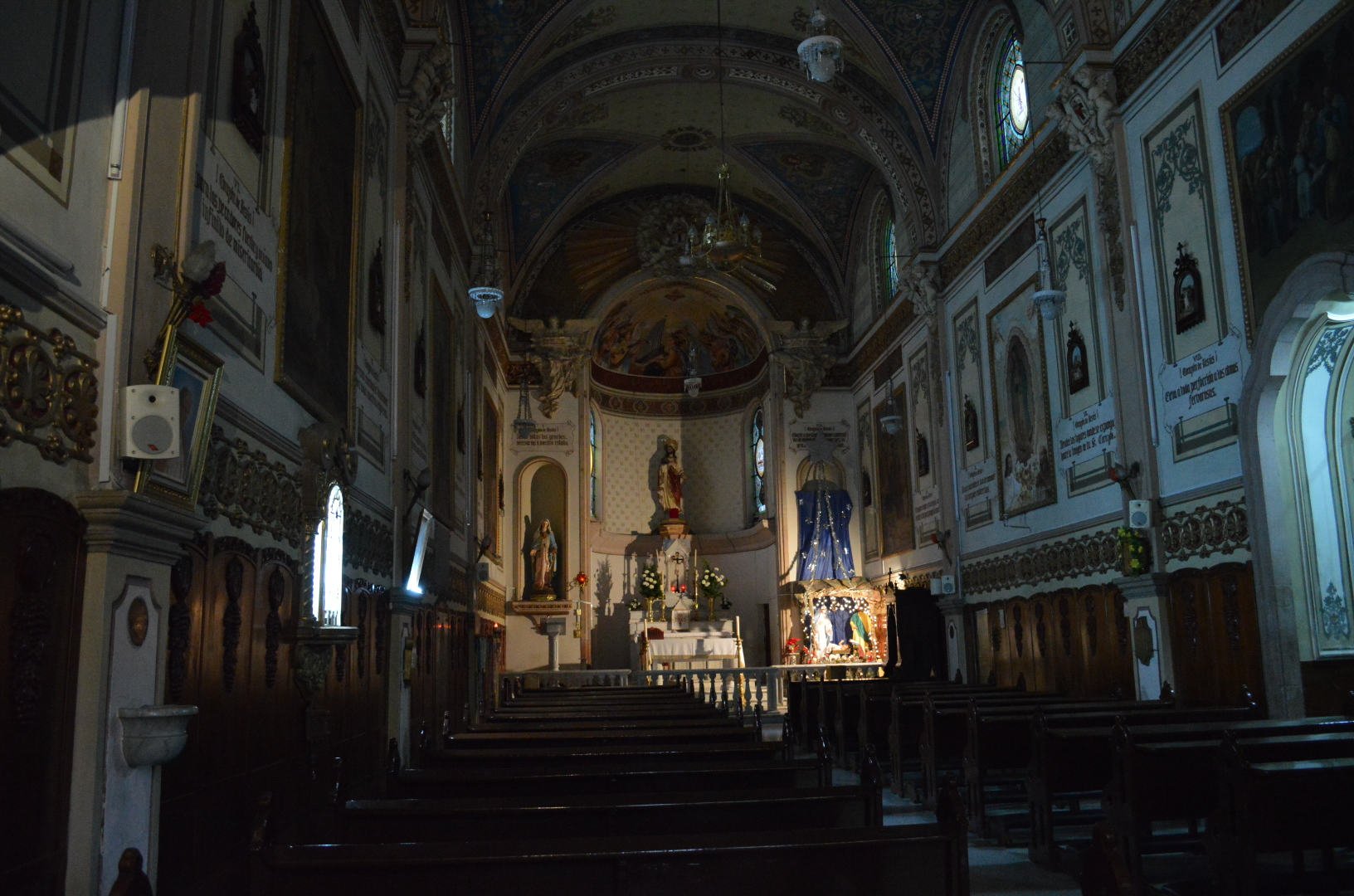
Interior del templo del Sagrado Corazón de Jesús.

Se empezó la construcción de la Capilla de Nuestra Señora de los Remedios, ahora conocida como el Templo del Sagrado Corazón de Jesús, el 8 de septiembre de 1728. Terminada en 1731, fue edificada por deseo del fray José de Arlegui, quien era devoto de esta advocación. Es una iglesia pequeña que carece de cruceros y cúpulas. En su interior se puede encontrar la capilla de Nuestra Señora de las Tres Avemarías. La fachada del templo de tres cuerpos está rematada por una torre de tres campanas. En el primer cuerpo se encuentra la entrada que tiene un arco de medio punto de cantera con dos pilastras que llegan al tercer cuerpo. En el segundo cuerpo se encuentra el ventanal del coro que tiene un marco de cantera. En el tercer cuerpo se encuentra la hornacina de Nuestra Señora de los Remedios. Es un templo donde entra mucha luz, ayudado por el cambio del piso de madera por uno de losa de piedra.